# Андо Садайоші
Барон Андо Садайоші (安東 貞美, Andō Sadayoshi, 20 жовтня 1853 — 29 серпня 1932), також відомий як Тейбі Андо — генерал японської імператорської армії та 6-м генерал-губернатором Тайваню з 30 квітня 1915 по 6 червня 1918 року.

## Біографія
Включає переклади з відповідної статті японської Вікіпедії
Андо був уродженцем міста Іїда в провінції Сінано (сучасна префектура Нагано). Він народився в сім'ї самурая; його батько був вассалом Мацумото.
У 1871 році Андо вступив до Осакської Рікугун Хей-гакко (попередника Японської імператорської армійської академії) і отримав звання лейтенанта піхоти в червні 1872 року. У листопаді 1874 року підвищений в лейтенанти, він був поранений під час участі з проімперськими силами в повстанні Сацума, після чого в травні 1877 року отримав звання капітана. Після повернення до армійського штабного коледжу він отримав звання майора в лютому 1883 року, залишившись у 2-й дивізії ЯІА .
Згодом у квітні 1891 року Андо просувався по службовій службі, отримавши підвищення до підполковника та 1 грудня 1894 року до полковника. Він служив комендантом як в Академії Імператорської армії Японії, так і в Штабному коледжі армії. Його підвищили до генерал-майора, коли 1 жовтня 1898 року 2-га дивізія була направлена на Тайвань.
Пізніше Андо брав участь у російсько-японській війні. Він отримав звання генерал-лейтенанта і отримав командування 10-ю дивізією ЯІА з 15 січня 1905 року. Таким чином він був у вирішальній битві під Мукденом.
12 вересня 1908 року Андо був підвищений до титулу дансяку (барон) у системі перства кадзоку. У 1911 році він був переведений командувати 12-ю дивізією ЯІА, а в 1913 році став командувачем армії Чосен у Кореї.
30 квітня 1915 року він змінив ген. Самата Сакума став генерал-губернатором Тайваню і обіймав цю посаду до червня 1918 року.Під час його правління відбувся Інцидент Тапані, широкомасштабне повстання проти японського правління. Також розпочато роботу з розробки лісових ресурсів Тайваню на горах Тайпін і Пасянь, а також будівництво залізничних ліній Ілань і Піндун. У серпні 1918 року пішов у запас, у квітні 1923 року звільнився з армії.
Андо був нагороджений орденом Східного сонця (1-й ступінь з квітами павловнії, Великий кордон) посмертно.